# 原神
『原神』（げんしん、中国語: 原神; 拼音: Yuánshén、英語: Genshin Impact）は、miHoYo社が開発した、無料でダウンロード可能な、オープンワールド・アクションロールプレイングゲームである。
2020年にはiOS、iPadOS、Android、Windows PC、PlayStation 4向けにリリースされ、2021年にはPlayStation 5向けにも登場した。PlayStation 4版では2026年4月8日にサービスが終了予定。

## 概要
テイワットと呼ばれる大陸を舞台に、プレイヤーは旅人となって双子の片割れを探す旅を行う。本作は基本プレイ無料であり、プレイヤーは課金を通じてゲーム内通貨を入手する。また、Games as a Serviceモデルを取っており、6週間ごとにバージョンが更新される。
『原神』は蔡浩宇をプロデューサーとして2017年に開発が始まった。ゲームエンジンには「Unity」が用いられ、開発・広報費には1億米ドル以上が費やされた。本作は2019年のE3 2019において発表された。2020年9月にAndroid、iOS、Windows、PlayStation 4で、2021年にPlayStation 5でリリースされた。2024年にはXbox Series X/Sでリリースされた。また、Nintendo Switchでのリリースも計画されている。
『原神』はThe Game AwardsのBest Mobile GameやPlayer's Voiceなどの賞を受賞している。本作はリリースから12日間で1億米ドルの収益を得て開発費を回収したといわれ、初月の売上はモバイルゲームとしては過去最大級だった。

## ゲームシステム
『原神』は、オープンワールドのアクションロールプレイングゲームである。プレイヤーは最大で4人のプレイアブルキャラクターを1つのパーティーに入れて操作することができる。本作には「水」「炎」「雷」「岩」「草」「氷」「風」の7つから成る「元素」が存在し、プレイアブルキャラクターや敵キャラクターは元素による攻撃を行うことができる。プレイアブルキャラクターは1人につき元素と武器の種類が1種類ずつ割り当てられ、1つの武器と5つの「聖遺物」と呼ばれるアクセサリーを装備することができる。プレイヤーは「祈願」と呼ばれるガチャでキャラクターや武器を入手する。

## あらすじ
主人公である双子の兄妹、空と蛍は、多くの世界を渡り歩く旅人である。テイワットを訪れた際、謎の神である天理の調停者と戦いになり敗れ、双子の片割れを連れ去られる。目覚めた主人公は、行方不明になった双子の片割れを探すため、テイワットに存在する7つの国を順にめぐる旅に出る。主人公は双子の片割れの手掛かりを探しながら、各国の問題に巻き込まれる。

### 設定
本作はテイワットと呼ばれる幻想世界が舞台である。テイワットは7人の神が統治する7つの国で構成されており、それぞれの国はその国を統治する神の特色を反映している。かつてテイワットにはカーンルイアと呼ばれる国があったが、神によって滅ぼされた。

## 登場キャラクター・国

### 旅人
本作の主人公である双子の兄妹。プレイヤーは空、蛍のどちらかを選ぶこととなり、もう片方を探すためテイワット大陸を旅する。
| 名前 | 神の目   | 声     | 声       | 声                 | 声            |
| 名前 | 神の目   | 日本語 | 中国語   | 英語               | 韓国語        |
| ---- | -------- | ------ | -------- | ------------------ | ------------- |
| 空   | 変更可能 | 堀江瞬 | 鹿喑kana | ザック・アギラール | Lee Kyung-tae |
| 蛍   | 変更可能 | 悠木碧 | 宴宁     | Sarah Miller-Crews | Lee Sae-a     |

### モンド
モンドは、テイワット大陸の北東部に位置し、風神・バルバトスが統治する国。プレイヤーが最初に訪れる国である。
この国は「神の去った地」や「自由の国」と呼ばれる。首都・モンド城には、壮厳な教会が聳え立ち、巨大な風車が回っており、城内に拠点を置く防衛組織・西風騎士団が、正規軍として全国の治安を担っている。テイワット大陸の他国と比べても、その権力の分配が極めて平等であり、国民には統一的な信条が存在せず、共通する価値観は自由のみである。ただし、この「自由」の定義でさえ人それぞれ。なお、風神の酒好きな性格を反映して、「果実酒」を中心とした農業と祭りが国柄となっている。
かつて旧貴族による圧政に苦しめられていた時代があったが、バルバトスが介入することで自由を手に入れた。その後、バルバトスはモンド国民の自由意志を尊重し、風神としての姿を隠してからも、国を裏で支えている。しかし、モンドのことわざ「風は誰にも縛られず、善にも悪にもなり得る」のように、「絶対的な自由」という名の下で、国民はときに無責任や無秩序に走ることもあり、未解決のまま何百年も放置されている問題が多い。
- 地理的特徴[19]：緑豊かな大草原、透き通る内陸湖、清々しい丘陵が点在する開放的な地形が特徴。風神バルバトスの理念「自由」が吹きわたるように、この国の地形もまた制約が少なく、風通しがよい。東西は山脈によって緩やかに区切られ、モンドの北西部には旧モンド城である風龍廃墟が、東南部には雪山であるドラゴンスパインなどが広がり、それぞれが外敵と伝承の境界線として機能している。
- モチーフ：ドイツ[20]やオランダ[21]、スイス[22]といった国々をモチーフとしており、ロールプレイングゲームに登場する序盤の村を思わせる雰囲気がある。また、風景には中世ヨーロッパ[7]を彷彿とさせる石造りの城と、木造のハーフティンバー様式の民家が調和しており、ドリア旋法を取り入れたBGMも至るところで耳にできる。

| 名前         | 神の目 | 声         | 声             | 声                             | 声                 | 説明 |
| 名前         | 神の目 | 日本語     | 中国語         | 英語                           | 韓国語             | 説明 |
| ------------ | ------ | ---------- | -------------- | ------------------------------ | ------------------ | --- |
| アーロイ     | 氷     | 高垣彩陽   | 沐霏           | Giselle Fernandez              | チョ・ヒョンジョン | 『Horizon Zero Dawn』の主人公。miHoYoとソニー・インタラクティブエンタテインメントのコラボレーションで登場。                  |
| アルベド     | 岩     | 野島健児   | Mace           | コイ・ダオ                     | Kim Myung-jun      | 西風騎士団の主席錬金術師。クレーの兄。周囲からは天才と呼ばれているが、そうした称号や名声には興味がない。                     |
| アンバー     | 炎     | 石見舞菜香 | 牛奶君 →蔡書瑾 | Kelly Baskin                   | Kim Yeon-woo       | 西風騎士団の偵察騎士。活発な性格をしている。                                                                                 |
| ウェンティ   | 風     | 村瀬歩     | 喵☆酱          | Erika Harlacher                | Jung Yoo-jung      | 謎多き吟遊詩人であり、モンドを守護する風神バルバトス。                                                                       |
| エウルア     | 氷     | 佐藤利奈   | 子音           | Suzie Yeung                    | Kim Hyeon-ji       | 西風騎士団の波花騎士。モンド城の人々に憎まれる旧貴族の末裔。                                                                 |
| ガイア       | 氷     | 鳥海浩輔   | 孫曄           | Josey Montana McCoy            | Jeong Joo-won      | 西風騎士団の騎兵隊隊長。高い統率力と戦闘力を持ち、クールかつユーモアが溢れる性格。                                           |
| クレー       | 炎     | 久野美咲   | 花玲           | Poonam Basu                    | Bang Yeon-ji       | 西風騎士団の火花騎士。アルベドの妹。好奇心旺盛で明るい性格。                                                                 |
| ジン         | 風     | 斎藤千和   | 林簌           | Stephanie Southerland          | Ahn Young-mi       | 西風騎士団の代理団長。バーバラの姉。実直な性格でリーダーシップがあり、人望に厚い。                                           |
| スクロース   | 風     | 藤田茜     | 小敢           | Valeria Rodriguez              | Kim Ha-yeong       | 西風騎士団の錬金術師。アルベドの助手。                                                                                       |
| ダリア       | 水     | 山本和臣   | 风袖           | Aileen Mythen                  | Seok Seung-hoon    | 西風教会の助祭。風神バルバトスの伝道師にしてウェンティの友人。                                                               |
| ディオナ     | 風     | 井澤詩織   | 諾亜           | Dina Sherman                   | Woo Jeong-sin      | 酒場「キャッツテール」のバーテンダー。高い酒造技術を持つが、酒を嫌悪している。                                               |
| ディルック   | 風     | 小野賢章   | 馬洋           | ショーン・チップロック         | Choi Seung-hoon    | 荘園「アカツキワイナリー」と酒場「エンジェルズシェア」のオーナー。強い正義感を持ち、「闇夜の英雄」としてモンドを守っている。 |
| ノエル       | 岩     | 高尾奏音   | 宴宁           | Laura Faye Smith               | Lee Bo-hee         | 西風騎士団のメイド。西風騎士を目指し戦闘技術や勉学にいそしんでいる。                                                         |
| バーバラ     | 水     | 鬼頭明里   | 宋媛媛         | Laura Stahl                    | Yun Ah-yeong       | 西風教会の祈祷牧師でモンドのアイドル。ジンの妹。陽気な性格でモンドの人々から愛されている。                                   |
| フィッシュル | 雷     | 内田真礼   | Mace           | Brittany Cox                   | Park Go-woon       | 冒険者教会モンド支部の冒険者。オズというカラスと行動を共にしている。                                                         |
| ベネット     | 炎     | 逢坂良太   | 穆雪婷         | クリスティーナ・ヴァレンズエラ | Song Ha-rim        | 冒険者教会モンド支部の冒険者。活発な性格だが、常に不運に見舞われている。                                                     |
| ミカ         | 氷     | 三瓶由布子 | 鄧友希         | Robb Moreira                   | Yoon Eun-seo       | 西風騎士団の前進測量士。控えめで慎重な性格。                                                                                 |
| モナ         | 水     | 小原好美   | 陳婷婷         | Felecia Angelle                | Woo Jeong-sin      | 占星術師の少女。常に金欠に悩んでいる。                                                                                       |
| リサ         | 雷     | 田中理恵   | 鐘可           | Mara Junot                     | Park Go-woon       | 西風騎士団の図書館司書。常に効率を重視して物事に対処する。                                                                   |
| レザー       | 雷     | 内山昂輝   | 周帥           | トッド・ハーバーコン           | Kim Seo-yeong      | 奔狼領で暮らす少年。狼と行動を共にしている。                                                                                 |
| ロサリア     | 氷     | 加隈亜衣   | 趙安琪         | Elizabeth Maxwell              | Kim Bo-na          | 西風教会のシスター。冷たく鋭い性格。                                                                                         |

### 璃月
璃月（リーユエ）は、テイワット大陸の東部に位置し、岩神・モラクスが統治する国。
首都は璃月港で、テイワット大陸最大の貿易都市でもある。「璃月七星」と呼ばれる商人団体と、「三眼五顯仙人」と呼ばれる仙人団体の両方によって守られている。璃月の民は「契約こそが繁栄の鍵である」と信じており、モラクスのことを「岩王帝君」と呼び、神様と人間の信頼関係のもとに天下泰平の世を築いてきた。なお、「回紋」の模様が璃月全域にわたって美的意匠として取り入れられている。
テイワット各国で使われている統一通貨「モラ」はモラクスが発明したものであり、その統治下にあった璃月はテイワット大陸屈指の経済大国へと発展した。対稲妻貿易の「絹の都・璃月港」に加え、対フォンテーヌ貿易の「茶の都・遺瓏埠（いろうふ）」も擁している。しかし、近年モラクスは「神の引退」を選び、璃月の未来を人々自身に委ねた。神無き国として歩み始めた璃月には、未知の混乱と可能性が広がる。
- 地理的特徴[37]：何層にも重なるカルスト地形や松・紅葉の木々が見られる山、桂月型の岩柱、広大な竹林、街中の蓮花の池などが特徴的である。また、制作元が中国企業であるため、中国大陸のさまざまな地域の特徴が細かく再現され、各地の建築、音楽、料理、仙人なども「契約の伝統」に表れている。
- モチーフ：中国を唯一のモチーフとしており、外国人が想像するような「ステレオタイプな中華風」とは異なり、現実世界の中国により近い表現がなされている[38]。そのため、作中で登場する料理の種類が最も多く、遺瓏埠の山の幸による「璃菜系」と、璃月港の海の幸による「月菜系」に分かれている。BGMも竹笛や古筝・琵琶といった本格的な中華楽器によって演奏されている[39]。

| 名前       | 神の目 | 声           | 声     | 声                             | 声                          | 説明 |
| 名前       | 神の目 | 日本語       | 中国語 | 英語                           | 韓国語                      | 説明 |
| ---------- | ------ | ------------ | ------ | ------------------------------ | --------------------------- | --- |
| 夜蘭       | 水     | 遠藤綾       | 徐慧   | Laura Post                     | Min-a                       | 璃月総務司の密偵。鋭い洞察力と情報収集能力を持つ。                                                                   |
| 雲菫       | 岩     | 小岩井ことり | 賀文瀟 | Judy Alice Lee                 | Sa Mun-yeong                | 璃月の劇団「雲翰社」の座長であり役者。優雅で穏やかな性格だが、役者としては貪欲で精進を怠らない。                     |
| 煙緋       | 炎     | 花守ゆみり   | 蘇子蕪 | Lizzie Freeman                 | Cho Kyung-yi                | 璃月港の法律家で、仙獣の血が流れている仙人。冷静かつ聡明な性格。                                                     |
| 嘉明       | 炎     | 小松昌平     | 谢莹   | Caleb Yen                      | Kim Yoon-ki                 | 剣鞘鏢局の鏢師であり、威水獣舞隊の責任者。                                                                           |
| 甘雨       | 氷     | 上田麗奈     | 林簌   | Jennifer Losi                  | Kim Sun-hye                 | 璃月七星の秘書。人間と麒麟の血が流れ、3,000年以上生きている。穏やかかつ実直な性格。                                  |
| 閑雲       | 風     | 中臣真菜     | 秦紫翼 | Stephanie Panisello            | Kang Si-hyeon               | 絶雲仙衆「三眼五顕仙人」の一人。尊称は「留雲借風真君」。                                                             |
| 凝光       | 岩     | 大原さやか   | 杜冥鴉 | Erin Ebers                     | Gwak Gyu-mi                 | 璃月七星の「天権」。普段は璃月港の上空に浮かぶ群玉閣で職務をこなす。                                                 |
| 刻晴       | 雷     | 喜多村英梨   | 謝瑩   | Kayli Mills                    | Lee Bo-hee                  | 璃月七星の「玉衝星」。真面目で努力家な性格。                                                                         |
| 香菱       | 炎     | 小澤亜李     | 小N    | Jackie Lastra                  | Yun A-yeong                 | 料亭「万民堂」のシェフ兼給仕。活発な性格で、相棒のグゥオパーと行動を共にする。                                       |
| 魈         | 風     | 松岡禎丞     | Kinsen | Laila Berzins                  | Jeong Yoo-mi → Sim Kyu-hyuk | 「三眼五顕仙人」の一人で「護法夜叉大将・金鵬」の異名を持つ仙人。少年のような見た目だが、1,000年以上生きている。      |
| 鍾離       | 岩     | 前野智昭     | 彭博   | キース・シルバースタイン       | Pyo Yeong-jae               | 岩神モラクスであり、現在は葬儀屋「往生堂」の客卿。物腰が柔らかく博識であることから「鍾離先生」として親しまれている。 |
| 辛炎       | 炎     | たかはし智秋 | 王雅欣 | Laura Stahl                    | Kim Chae-ha                 | 璃月にロックを広めたミュージシャン。                                                                                 |
| 申鶴       | 氷     | 川澄綾子     | 秦紫翼 | Chelsea Kwoka                  | Lee Hyun-jin                | 妖魔退治の一族の分家の生まれで、仙人の弟子。重雲のおば。                                                             |
| タルタリヤ | 水     | 木村良平     | 魚凍   | Griffin Burns                  | Nam Doh-hyeong              | スネージナヤ出身のファトゥス第11位「公子」。旧名はアヤックス。                                                       |
| 重雲       | 氷     | 斉藤壮馬     | Kinsen | Beau Bridgland                 | Yang Jeong-hwa              | 妖魔退治の一族の出身で、璃月各地で妖魔退治を行う。申鶴の甥。                                                         |
| 七七       | 氷     | 田村ゆかり   | 宴宁   | Christie Cate                  | Lee Seul                    | 薬舗「不卜廬」の薬採りかつ弟子で不死のキョンシー。                                                                   |
| 白朮       | 草     | 遊佐浩二     | 秦且歌 | Sean Durrie                    | Lee Ho-san                  | 薬舗「不卜廬」の店主。「長生」という名の白蛇を体に乗せている。                                                       |
| 胡桃       | 炎     | 高橋李依     | 陶典   | ブリアナ・ニッカーボッカー     | キム・ハル                  | 葬儀屋「往生堂」の77代目堂主。奇妙な詩人としても名をはせる。                                                         |
| 北斗       | 雷     | 小清水亜美   | 唐雅菁 | Allegra Clark                  | Jeong Yoo-mi                | 「南十字船隊」の頭領。男勝りかつ姉御肌な性格で、璃月では大きな人望を持つ。                                           |
| 行秋       | 水     | 皆川純子     | 唐雅菁 | クリスティーナ・ヴァレンズエラ | Gwak Gyu-mi                 | 商会「飛雲商会」会長の次男。物腰が柔らかで礼節を重んじる性格。                                                       |
| ヨォーヨ   | 草     | 門脇舞以     | 劉頤諾 | Kelsey Jaffer                  | Yu Hye-ji                   | 歌塵浪市真君の最も幼い弟子。優しく思いやりがある性格。                                                               |
| 藍硯       | 風     | 若山詩音     | 刘十四 | Anna Devlin                    | Kim Soon-mi                 | 沈玉の谷「工芸品組合」の籐編み職人の少女。                                                                           |

### 稲妻
稲妻（いなづま）は、テイワット大陸の東方に位置し、雷神・バアルゼブルが統治する国。
本作唯一の島国であるこの国では、バアルゼブルを雷電将軍と呼び、「御建鳴神主尊大御所」「禍津御建鳴神命」「不動鳴王」「千手百眼」「天下人」「寂滅」など、数々の称号を授けられてきた。彼女の下には、社奉行、勘定奉行、天領奉行が置かれ、この御三家によって支えられた国体は「稲妻幕府」と呼ばれる。
将軍は「永遠こそ唯一の真理だ」と信じ、「変化」を忌み嫌い、鎖国令や目狩令といった国民の希望や願いを封じ込めるような政策を断行している。その結果、対外貿易は「離島」に限られ、商品の流通がとどこおり、庶民層の国民は貧困状態におちいり、多くの若者たちが抵抗軍に加わることになった。今の稲妻は、幕府体制から民意を尊重する体制へと移行しつつある「過渡期」にあり、新たな戦火が日々近づいている。　
政治が独裁的である一方で、民俗文化はきわめて多様。たとえば、将軍を信仰の対象とする「鳴神大社」のほかにも、彼女に敵対するカミガミを祀る神社や、地元の小さな霊を祀る祠（ほこら）が列島各地に点在している。また、ほとんどの国民は和服をまとい、中には豪華絢爛な和柄をあしらった衣装を身に付けている人もいる。さらに、国民の暮らしにも絵馬、風鈴、花火、金魚、幟やこいのぼり、泥棒たぬき、てるてる坊主、忍者屋敷など和風の要素が盛り込まれている。
- 地理的特徴[37]：6つの主要な島々からなる列島国家で、テイワット大陸から遠く離れ、紫色の雷がとどろき、薄紅色の霞が空をおおう光景は、まさに「永遠」の理念を伝えるように映る。一方で、桜や紅葉、銀杏の木々、枯山水などは平和な風情を漂わせている。列島の東北部には、幕府組織が置かれた「鳴神島」があり、その大奥には天守閣のような稲妻城がそびえる。南西部には抵抗軍の拠点「海祇島」であり、その島は珊瑚で築かれた龍宮城のようにみえる。
- モチーフ：日本を唯一のモチーフとしており、特に江戸時代・徳川幕府の鎖国期における貿易や政治体制、官職の仕組み、家臣の間の複雑な葛藤などが反映されている[55]。また、稲妻の建築とBGMは「詫び寂びの美学」に根ざし、現実の日本よりも一層神秘的な雰囲気が強調されている。

| 名前       | 神の目 | 声         | 声         | 声               | 声                 | 説明                                                                                         |
| 名前       | 神の目 | 日本語     | 中国語     | 英語             | 韓国語             | 説明                                                                                         |
| ---------- | ------ | ---------- | ---------- | ---------------- | ------------------ | -------------------------------------------------------------------------------------------- |
| 荒瀧一斗   | 岩     | 西川貴教   | 劉照坤     | Max Mittelman    | ソン・ジュンソク   | 鬼の末裔で、荒瀧派を名乗る集団の親分。豪快な性格をした熱血漢。                               |
| 楓原万葉   | 風     | 島﨑信長   | 斑馬       | Mark Whitten     | Kim Shin-woo       | 没落した刀鍛冶の名家の出の浪人。友人の死を経て南十字船隊と行動を共にしている。               |
| 神里綾華   | 氷     | 早見沙織   | 小N        | エリカ・メンデス | イ・ユリ           | 社奉行である神里家の令嬢。綾人の妹。誠実で優しく、「白鷺の姫君」として人々から慕われている。 |
| 神里綾人   | 水     | 石田彰     | 赵路       | Chris Hackney    | チャン・ミンヒョク | 社奉行である神里家の当主。綾華の兄。                                                         |
| 綺良々     | 草     | 鈴代紗弓   | 孙艳琦     | Julia Gu         | Kang Eun-ae        | 稲妻の配達会社「狛荷屋」の配達員。仕事を愛し、人間社会に憧れている「猫又」。                 |
| 久岐忍     | 雷     | 水橋かおり | 楊凝       | Kira Buckland    | Kim Yool           | 荒瀧派を裏からサポートする二番手。かつて璃月に留学していた。                                 |
| 九条裟羅   | 雷     | 瀬戸麻沙美 | 楊梦露     | Jeannie Tirado   | Mun Ji-yeong       | 天領奉行の大将。雷電将軍に忠誠を捧げている。                                                 |
| ゴロー     | 岩     | 畠中祐     | 楊昕燃     | Cory Yee         | Lee Sae-byeok      | 珊瑚宮心海の右腕。八重神子が運営する出版社「八重堂」の編集者。                               |
| 早柚       | 風     | 洲崎綾     | Sakula小舞 | リリィピチュー   | Lee Ji-hyeon       | 終末番の忍。睡眠と身長に対して執着心を見せる。                                               |
| 珊瑚宮心海 | 水     | 三森すずこ | 亀娘       | Risa Mei         | Yeo Yun-mi         | 目狩り令に反対する抵抗軍の指導者で、海祇島の最高位である「現人神の巫女」。                   |
| 鹿野院平蔵 | 風     | 井口祐一   | 林景       | Kieran Regan     | Jung Eui-jin       | 天領奉行の探偵。鋭い洞察力と明晰な頭脳を持つ。                                               |
| トーマ     | 炎     | 森田成一   | 張沛       | Christian Banas  | Ryu Seung-gon      | 神里家の家司。優しく親しみやすい性格で、責任感が強い。                                       |
| 八重神子   | 雷     | 佐倉綾音   | 杜冥鸦     | Ratana           | Moon Yoo-jeong     | 鳴神大社の大巫女で、雷神である雷電将軍の眷属かつ親友。出版社「八重堂」の編集長。             |
| 夢見月瑞希 | 風     | 会沢紗弥   | 浮梦若薇   | Naomi McDonald   | Kim Seo-hyun       | 秋沙銭湯の心理療法士／大株主。                                                               |
| 宵宮       | 炎     | 植田佳奈   | 金娜       | Jenny Yokobori   | Bak Sin-hee        | 長野原花火屋の店主で「夏祭りの女王」の異名を持つ花火職人。                                   |
| 雷電将軍   | 雷     | 沢城みゆき | 菊花花     | Anne Yatco       | Park Ji-yoon       | 稲妻幕府の将軍にして雷神バアルゼブル。                                                       |

### スメール
スメールは、テイワット大陸の中西部に位置する、草神・ブエルが統べる国。
森林と砂漠、学者と旅人、政治と神話が交錯する知恵の国。『原神』の中でも随一の任務数と膨大な情報量を誇り、独自の進化を遂げた菌類生態系が多く存在し、生命を吸い取る「死域現象」が突如発生することもある。また、地域格差が最も激しい国であり、森林地帯の住民は貿易や工業を発展させなくても豊富な自然資源を有し、食料は無尽蔵である一方で、砂漠地帯の住民は資源が極端に少ないため、生存競争が非常に厳しく、幾つかの古代国家が戦争の中で滅んだ。
スメールの国民は「知識こそ至高の価値である」と信じ、個人の感情よりも知識への探求心を最も重視してきた。国家の中心的存在は「スメール教令院」と呼ばれる組織で、国民の生活に大きな影響を与えている。教令院とは、史料の保管や行政の管理、大学の教育、技術の開発を担う複合的な組織であり、「六大学派」に分かれている。しかし近年、国民の間に「学問だけでは、心の苦しみを救えない」という認識が広がりつつあり、学問が支配する社会に対して見直しを求める声も高まっている。
- 地理的特徴[37]：「大赤砂海」と呼ばれる西部の砂漠地帯と、「諸法の森」と呼ばれる東部の熱帯雨林地帯の二つに大別され、それぞれは高い「防砂壁」で隔てられている。ピラミッドや古代遺跡が点在する砂漠と、記憶を宿す超巨大な聖樹を中心とした森林が共存するこの国は、草神の理念「知恵は地理を形づくる」が具現化されているかのような地である。
- モチーフ：森林地帯は、仏教が興隆した古代インドに由来する命名法（スメール＝須弥山）や食文化（カレーなど）がモチーフとなり[64]、一方で砂漠地帯は、エジプト・アラブ諸国・ペルシア文化を基にした建築様式や遊牧民の風習をモチーフとする[64]。なお、BGMのリズムは森林と砂漠で共通しているものの、それぞれに特色あるアレンジが施されている。

| 名前         | 神の目 | 声         | 声       | 声                                | 声                                     | 説明 |
| 名前         | 神の目 | 日本語     | 中国語   | 英語                              | 韓国語                                 | 説明 |
| ------------ | ------ | ---------- | -------- | --------------------------------- | -------------------------------------- | --- |
| アルハイゼン | 草     | 梅原裕一郎 | 楊超然   | Nazeeh Tarsha                     | Jun Seunghwa                           | スメール教令院の書記官。並外れた知恵と才能を持つ。                                                                                                   |
| カーヴェ     | 草     | 内田雄馬   | 刘三木   | Ben Balmaceda                     | Lee Jung-min                           | スメールの著名な建築デザイナー。 |
| キャンディス | 水     | 柚木涼香   | 張琦     | Shara Kirby                       | Jeon Yeongsu                           | アアル村のガーディアン。心優しい性格。 |
| コレイ       | 草     | 前川涼子   | 秦文静   | Christina Costello                | Bang Si-woo                            | アビディアの森の見習いレンジャー。ティナリの弟子。                                                                                                   |
| セトス       | 雷     | 千葉翔也   | 李兰陵   | Zeno Robinson                     | Kim Dong-hyun                          | 沈黙の殿の継承者。 |
| セノ         | 雷     | 入野自由   | 李轻扬   | Alejandro Saab                    | Lee Woo-ri → Jung Eui-jin & Lee Woo-ri | 教令院の大マハマトラ。独特なユーモアセンスを持つ。                                                                                                   |
| ディシア     | 炎     | 福原綾香   | 陈雨     | Amber May                         | Kim Hyeon-sim                          | 傭兵集団「エルマイト旅団」のメンバー。屈強で勇敢な戦士。                                                                                             |
| ティナリ     | 草     | 小林沙苗   | 莫然     | Elliot Gindi → ザカリー・ゴードン | Jung Ui-taek                           | アムリタ学院卒の植物学者でアビディアの森のレンジャー長。コレイの師匠。                                                                               |
| ドリー       | 雷     | 金田朋子   | 王晓彤   | Anjali Kunapaneni                 | Lee Myeong-ho                          | スメールの大商人。 |
| ナヒーダ     | 草     | 田村ゆかり | 花玲     | Kimberley Anne Campbell           | Park Shi-Yoon                          | クラクサナリデビの名で知られる草神ブエル。 |
| ニィロウ     | 水     | 金元寿子   | 紫苏九月 | Dani Chambers                     | Chae Rim                               | 「ズバイルシアター」のスター役者。 |
| ファルザン   | 風     | 堀江由衣   | 閻萌萌   | Chandni Parekh                    | Kim You-rim                            | 100年前から訪れた学者。 |
| 放浪者       | 風     | 柿原徹也   | 鹿喑kana | Patrick Pedraza                   | Min Seung-woo                          | 正体が謎に包まれた放浪者。かつてはファトゥスの「散兵」スカラマシュだった。作中で名前を設定できるが、彼の本名（スカラマシュ）を設定すると否定される。 |
| レイラ       | 氷     | 富田美憂   | 侯小菲   | Ashely Biski                      | Kang Sae-Bom                           | 理論占星術を専攻する学生。睡眠障害に悩まされている。                                                                                                 |

### フォンテーヌ
フォンテーヌは、スメールの砂漠の北東に位置する、水神・フォカロルスが統べる国。
正義の水神・フリーナの指導の下、国民は「法律こそが公平な生活環境をもたらす」と信じており、建築や衣装には青・紫・白・金を基調とした上品かつ豪奢な様式が見られる。一方、交通インフラは非常に整備されており、橋の上を航行する「巡水船」が各主要都市を結んでいる。また、官民問わず発明活動が盛んであることから、テイワット随一の工業力を誇り、人間に代わって働く「自律機械人形」は国の至るところで稼働している。
しかし、この社会は「歌劇のように誇張された裁判制度」と「新聞や報道による民意操作」によって成り立っており、事実上の正義よりも、表面上の正義が重視される傾向がある。こうしてフォンテーヌの国民たちは、虚構の物語に包まれた日々を過ごす中で、知らず知らずのうちに陰謀の渦に巻き込まれていく。
また、元素力とは別に、「アルケー」と呼ばれるエネルギー概念があり、アルケー自立機械人形へのエネルギー供給に用いられる。それぞれ、「プネウマ」・「ウーシア」と呼ばれるエネルギーから構成され、プネウマとウーシアが触れることで対消滅を起こし、多大なエネルギーを放出する。フォンテーヌの神の目を持つキャラクターはおよび旅人（プネウマ）はどちらかのアルケーを有する。（千織は稲妻の神の目、アルレッキーノはスネージナヤの神の目のため有せず。フリーナのみ両属性に対応。）また、フィールドにある『クラスター』に触れることで、任意のアルケー属性を帯びることが可能。
- 地理的特徴[37]：国土は高さ300メートルを超える大瀑布の上に築かれ、「異海源水」と呼ばれる淡水湖を中心に形成されている。この湖から流れ出る水は、テイワット各地の水源ともなっている。運河、湖沼、海底が折り重なる地形は、「水という流動性」と「法という硬直性」の対比を描き出す。また、水面に現れるものと、その水面下に隠された秘密は「真相と演技」という水神の二面性を映し出している。
- モチーフ：近代の西欧をモチーフとしており、主にフランスのフォンテーヌブロー宮殿や白黒映画、魔術、海底二万里に由来する要素が表現されている[87]。一部にはイタリアのヴェネツィア[88]や、イギリスの産業革命[89]を連想させる意匠も見られる。なお、BGMはモンドと共通する旋律が多いが、バロック調やジャズ調に大胆にアレンジされており、原曲が聞き取れないほどである。

| 名前           | 神の目 | アルケー          | 声         | 声     | 声                | 声              | 説明 |
| 名前           | 神の目 | アルケー          | 日本語     | 中国語 | 英語              | 韓国語          | 説明 |
| -------------- | ------ | ----------------- | ---------- | ------ | ----------------- | --------------- | --- |
| アルレッキーノ | 炎     | ×                 | 森なな子   | 黄莺   | Erin Yvette       | Lee Myung-Hee   | ファデュイ執行官第四位「召使」。冷静かつ冷徹な外交官。孤児院「璧炉の家」を運営している。                 |
| エミリエ       | 草     | プネウマ          | 日笠陽子   | 木子橙 | Amber Aviles      | Kwon Da-ye      | フォンテーヌの調香師。「特殊清掃人」という職業も受け持っている。                                         |
| エスコフィエ   | 氷     | ウーシア          | 佐藤聡美   | 蔡海婷 | Emily Cass        | Son Jeongmin    | フォンテーヌの「ホテル・ドゥボール」の元シェフである科学料理人。                                         |
| クロリンデ     | 雷     | ウーシア          | 石川由依   | 赵涵雨 | Crystal Lee       | Shin Na-ri      | フォンテーヌ廷の決闘代理人。                                                                             |
| シグウィン     | 水     | ウーシア          | 木野日菜   | 赵爽   | Sarah Williams    | Kim Chae-rin    | メロピデ要塞のメリュジーヌ看護師長。                                                                     |
| シャルロット   | 氷     | プネウマ          | 和氣あず未 | 阮从青 | Maya Aoki Tuttle  | Shin On-yu      | 元気に満ち溢れるスチームバード新聞の記者。                                                               |
| シュヴルーズ   | 炎     | ウーシア          | 下地紫野   | 潘丹妮 | Erica Lindbeck    | Chae Min-ji     | 心の中にある「正義」を常に遵守する特巡隊隊長。                                                           |
| 千織           | 岩     | ×                 | 竹達彩奈   | 陈阳   | Brittany Lauda    | Lee Da-eun      | 稲妻人として「千織屋」の店主。フォンテーヌの有名なファッションデザイナー。                               |
| ナヴィア       | 岩     | ウーシア          | 豊崎愛生   | 小敢   | Brenna Larsen     | Jeong Hae-eun   | 棘薔薇の会の現会長。                                                                                     |
| ヌヴィレット   | 水     | プネウマ          | 神谷浩史   | 桑毓澤 | Ray Chase         | Kwak Yoon-sang  | フォンテーヌの最高審判官。水の元素龍。                                                                   |
| フリーナ       | 水     | プネウマ ウーシア | 水瀬いのり | 钱琛   | Amber Lee Connors | Kim Ha-yeong    | 審判の舞台で、誰よりもスポットライトを浴びる存在。水神フォカルロスの命により、「水神」を演じていた。     |
| フレミネ       | 氷     | プネウマ          | 土岐隼一   | 錦鯉   | Paul Castro Jr    | Lee Joo-Seung   | 潜水の道を極めた寡黙な少年。「璧炉の家」に属する。                                                       |
| リオセスリ     | 氷     | ウーシア          | 小野大輔   | 劉北辰 | Joe Zieja         | Kwon Chang-wook | メロピデ要塞の公爵。                                                                                     |
| リネ           | 炎     | プネウマ          | 下野紘     | 錦鯉   | Daman Mills       | Park Song-young | 話術に長け、優れた表現力を持つフォンテーヌの名高い大魔術師。「璧炉の家」に属する。                       |
| リネット       | 風     | ウーシア          | 篠原侑     | 可可味 | Anairis Quinones  | イ・ミョンファ  | 口数が少なく、表情に乏しいマジックアシスタント。猫のようにつかみどころがない性格。「璧炉の家」に属する。 |

### ナタ
ナタは、スメールの砂漠地域の西に位置する国で、炎神・ハボリムが統べる国。
| 名前       | 神の目 | 声               | 声     | 声                   | 声             | 説明 |
| 名前       | 神の目 | 日本語           | 中国語 | 英語                 | 韓国語         | 説明 |
| ---------- | ------ | ---------------- | ------ | -------------------- | -------------- | --- |
| イアンサ   | 雷     | 大橋彩香         | 真理   | Katrina Salisbury    | Lee Jae-hyun   | ヴァレサのコーチであり、テテオカンの一流トレーナー。「豊穣の邦」所属。                                                       |
| イファ     | 風     | 寺島惇太         | 吕书君 | Jonny Loquasto       | Park Ki-wook   | トラロカンの竜医で、相棒のクク竜「カクーク」と一緒に暮らしている。「花翼の集」所属。                                         |
| ヴァレサ   | 雷     | M・A・O          | 喬蘇   | Jane Jackson         | Kim Yea-lim    | イアンサの弟子として、「豊穣の邦」の中堅戦士と果樹園のお世話係の少女。                                                       |
| オロルン   | 雷     | 近藤隆           | 梁达伟 | Nathan Nokes         | Seo Jung-ik    | 謎煙の主出身だが、無数の命と共に、集落の外で生きる若者。                                                                     |
| カチーナ   | 岩     | 久保ユリカ       | 静宸   | Kristen McGuire      | Son Seon-young | 古名「ウッサビーティ」を授かったナナツカヤンの若き戦士。「こだまの子」所属。                                                 |
| キィニチ   | 草     | 杉山紀彰         | 斑马   | John Patneaude       | Kang Seong-woo | ウィッツトランの竜狩り人。「懸木の民」所属。「アハウ」と契約し、従えている。                                                 |
| シロネン   | 岩     | ファイルーズあい | 弭洋   | Beth Curry           | Kim Ian        | ナナツヤカンの名鋳り師。「こだまの子」所属。マーヴィカの「駆双輪（バイク）」などを制作した。                                 |
| シトラリ   | 氷     | 田野アサミ       | 柳知萧 | Skyler Davenport     | Lee Eun-jo     | ナタの部族「謎煙の主」に属する筆頭祭司の少女。                                                                               |
| スカーク   | 氷     | 能登麻美子       | 谢莹   | Cat Protano          | Seo Dahye      | タルタリヤの師匠であるが、彼女はナタ人ではない。                                                                             |
| チャスカ   | 風     | 甲斐田裕子       | 张若瑜 | Lauren Amante        | Soo-hyun       | トラロカンの「調停者」。「花翼の集」所属。                                                                                   |
| マーヴィカ | 炎     | 小松未可子       | 李晔   | Katiana Sarkissian   | Kim Na-yul     | テイワット七国を統治する俗世の七執政が一柱、ナタを統治する炎神ハボリム。                                                     |
| ムアラニ   | 水     | 東山奈央         | 王晓彤 | Cassandra Lee Morris | Kim Do-hee     | ナタ中に名を馳せるガイドであり、マリングッズ店の経営者でもある、さまざまな水上スポーツに精通した波追い人。「流泉の衆」所属。 |

### 非プレイアブルキャラクター
| 名前               | 声         | 声      | 声                     | 声             | 説明                                                                   |
| 名前               | 日本語     | 中国語  | 英語                   | 韓国語         | 説明                                                                   |
| ------------------ | ---------- | ------- | ---------------------- | -------------- | ---------------------------------------------------------------------- |
| 「淑女」シニョーラ | 庄子裕衣   | 子音    | 非公開                 | Yang Jeong-hwa | ファトゥスの序列第8位。本名はロザリン・クルーズチカ・ローエファルタ。  |
| ダインスレイヴ     | 津田健次郎 | Ye Sun  | ユーリ・ローエンタール | Choi Han       | カーンルイアの宮廷親衛隊長だった人物。アビス教団を追って各地を旅する。 |
| パイモン           | 古賀葵     | 多多poi | Corina Boettger        | Kim Ga-ryeong  | 旅人の相棒。                                                           |
| 「博士」ドットーレ | 関俊彦     | 吴磊    | Mick Wingert           | Park Seong-tae | ファトゥスの序列第2位。                                                |
| 「隊長」カピターノ | 成田剣     | 王玮    | Chris Tergliafera      | Min Eung-sik   | ファトゥスの序列第1位。                                                |

## 開発
『原神』を開発したmiHoYoは2012年に設立された。2012年には2D横スクロールゲーム『Zombiegal Kawaii』と『崩壊学園』をリリースし、2016年には3Dアクションゲーム『崩壊3rd』をリリースした。この『崩壊3rd』がヒットしmiHoYoは大きく成長した。そのような中で2017年に『原神』の開発が始まった。プロデューサーである蔡浩宇によると『崩壊3rd』などからの経験を活かしつつ、よりユーザーフレンドリーな作品を制作したいと考えた。『原神』は当初からクロスプラットフォームのゲームとして制作されることが決まっており、ゲームエンジンは汎用性があるUnityが用いられた。『原神』の開発・広報費には1億米ドル以上が費やされた。
本作の制作にあたって影響を受けた作品のひとつには『ゼルダの伝説 ブレス オブ ザ ワイルド』が挙げられた。本作はその他の作品からも影響を受けており、ボスである「無相元素」は『新世紀エヴァンゲリオン』に登場する使徒ラミエルや『トランスフォーマー/ロストエイジ』のガルバトロンにインスピレーションを受けたという。

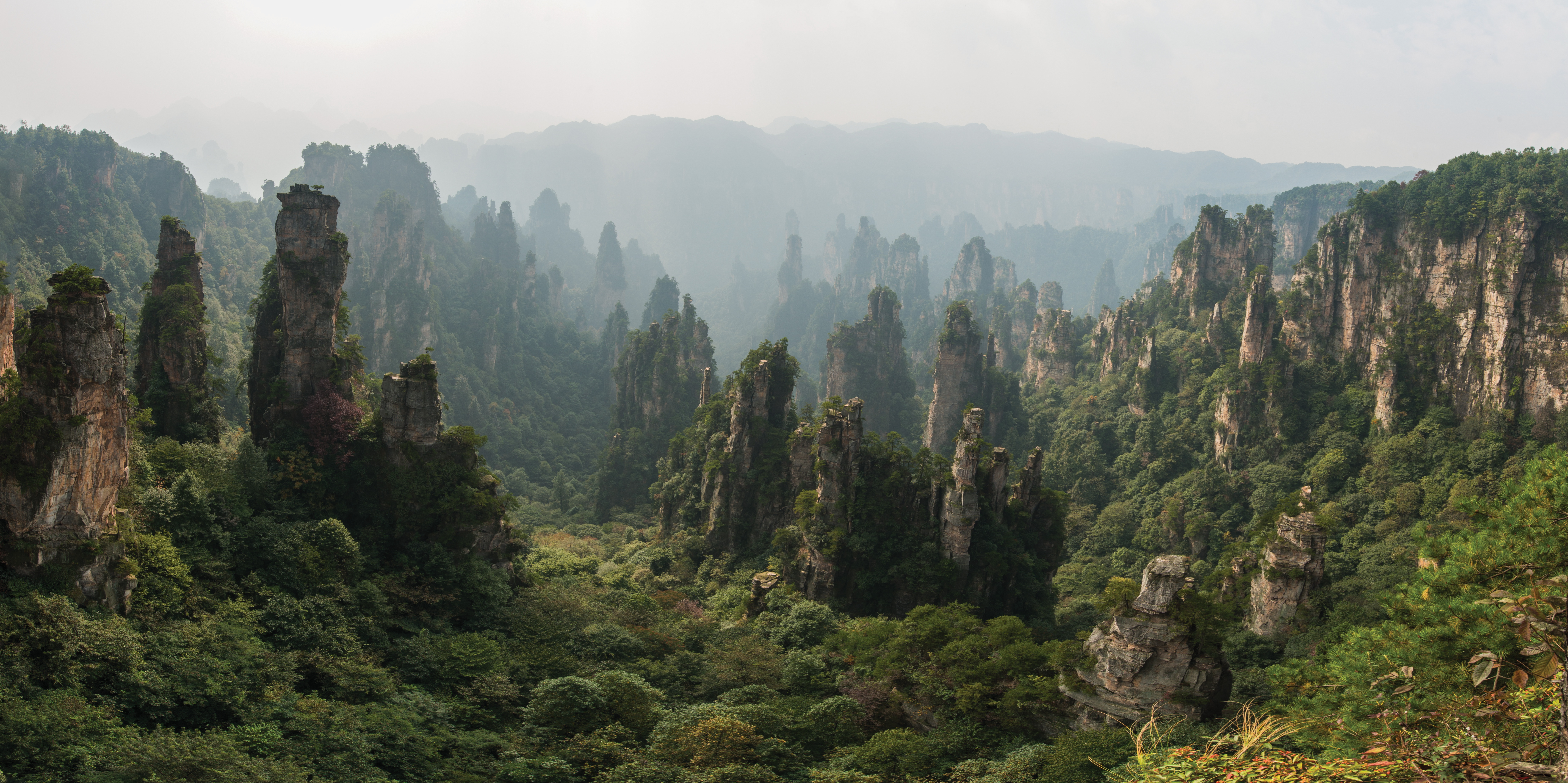
「絶雲の間」のモデルとなった中国・湖南省の張家界

蔡浩宇は視覚的に完成度が高い世界観を持つ作品にしたいという考えを持っており、文化の多様性に満ちたファンタジー世界を作るということが基本コンセプトだった。本作の舞台であるテイワットのデザインにあたっては、テイワットに存在する7つの国がそれぞれ異なる雰囲気を持つように制作された。序章で登場するモンドはヨーロッパ風に描かれ、モンドの地域である「ドラゴンスパイン」はマッターホルンなどのアルプス山脈の山がモデルとなった。また、第1章で登場する璃月は中国をモチーフとして、東洋のファンタジー風に制作された。
元素や元素反応といったゲームシステムは、プレイヤーがゲーム内のコンテンツにより多く触れることが出来るようにしたいという考えが始まりだった。基本的な仕組みかつ「喉が乾いたら水を飲む」といったような自然なものにデザインしたいという発想のもと、自然界において広く知られている基本的な概念に着目し、化学の考え方に近しい元素反応のシステムが誕生した。

### 音楽
『原神』の音楽は陳宇鵬をプロデューサーとして、miHoYoの音楽スタジオであるHOYO-MiXによって制作された。陳とHOYO-MiXのプロデューサーであるZoeによると、『原神』の音楽はプレイヤーの感情を誘導することに重きが置かれ、演出を盛り上げる要素としてではなく、世界観やストーリー、テイワットの歴史を理解する助けとして機能するように制作したという。制作にあたってはオーケストラを基礎として世界各地の音楽が要素として加えられた。
しかし、2023年9月に陳は自身のWeiboにて、会社と何度かやり取りしたのち音楽の夢を追うためmiHoYoとHOYO-MiXチームから脱退することを発表した。HOYO-MiXの人々が成長しているのを実感しているとして、フォンテーヌの音楽を称賛している。稲妻エリアまではほぼ全ての曲にクレジットがある一方で、スメール以降では、そうした体制に変化が見られ、陳の作曲クレジット数が減少していた。
なお、各国のテーマ曲についてHOYO-MiXは、次の楽団との合同で収録を行った。
| 国           | 楽団                               |
| ------------ | ---------------------------------- |
| モンド       | ロンドン・フィルハーモニー管弦楽団 |
| 璃月         | 上海交響楽団                       |
| 稲妻         | 東京フィルハーモニー交響楽団       |
| スメール     | ロンドン交響楽団                   |
| フォンテーヌ | ロンドン交響楽団                   |
| ナタ         | ロンドン交響楽団                   |

### キャラクター
『原神』に登場するキャラクターはアートディレクターやクリエイティブディレクターが主導するのではなく、グループによって制作された。キャラクターが制作される際には、まずキャラクターの核となる設定が決められた。これは他のキャラクターとの違いを分け、キャラクターを印象付ける意図が持たれた。キャラクターの基礎が決まったら文化的背景などが練り上げられた。キャラクターの動きはモーションキャプチャーで収録され、再現が難しい動きはアニメーターの手によって調整された。こうした調整を経て、ゲームのデザインとキャラクターのデザイン、アクションデザインなどが統合された。
キャラクターの戦闘スキルに関しては、キャラクターの役割が重複しないことが意識されたほか、戦闘スキルのデザインとキャラクターの設定に統一感があるか戦闘システムを手掛けるバトルシステムチームと世界観やシナリオ作りを担当するIPチームとの間で確認がとられた。

## リリース
リリースに先駆けて行われた事前登録では中国国内で1600万人、中国国外で530万人が登録した。『原神』は2020年9月28日にAndroid、iOS、Windows、PlayStation 4でリリースされた。2021年4月28日にはPlayStation 5でもリリースされた。また、6月9日にはEpic Gamesストアでの配信が開始された。Nintendo Switchでのリリースも計画されているが、時期は未定となっている。
『原神』は6週間ごとにバージョンアップが行われる。ただし、バージョン3.0から3.2にかけては5週間ごとのアップデートとなった。バージョンアップのたびに新規コンテンツの追加やゲーム内イベントの実施、ゲームプレイやキャラクターの調整や修正が行われる。

## 評価
『原神』はMetacriticのレビュアーからPC、PS4、iOSのいずれにおいても「generally favorable」という評価を受けた。『ファミ通』のクロスレビューでは40点中35点を獲得し、プラチナ殿堂入りとなった。
ストーリーについて、ワシントン・ポストのGene Parkは、ストーリーは分かりやすいうえに肉付けされており、また、専門用語で圧倒されるようなことがないと評価している。その一方でIGNのTravis Northropは、ストーリーは本作の最大の弱点であり、「キャラクターはちんぷんかんぷんの専門用語を何度もしつこく説明し、しゃべるためにお金をもらっているのではないかという気すらする」と評している。また、NPRのKaity Klineは、基本プレイ無料ゲームでありながら長いメインストーリーがあることを評価しつつも、ストーリーテリングは印象深いものではなかったとしている。
ゲームプレイについて、IGNのTravis Northropは、戦闘や探索要素、オープンワールドの世界を評価し、10点中9点の評価を付けた。また、NPRのKaity Klineは本作の戦闘は『ゼルダの伝説 ブレス オブ ザ ワイルド』より楽しいものになっていると評価し、それが両作品の最も大きな違いであるとしている。
世界観について、IGNのTravis Northropは、他の作品から影響を受けていることは明らかで、ゲームプレイと比べるとオリジナリティは薄いとしつつも、魅力的であると評している。

### 受賞
| 年     | 賞                         | 部門                      | 結果       | 出典    |
| ------ | -------------------------- | ------------------------- | ---------- | ------- |
| 2020年 | App Store Best of 2020     | Best Game                 | 受賞       | [ 163 ] |
| 2020年 | Golden Joystick Awards     | Ultimate Game of the Year | ノミネート | [ 164 ] |
| 2020年 | Google Play Best Game 2020 | Best Game                 | 受賞       | [ 163 ] |
| 2020年 | The Game Awards            | Best Mobile Game          | ノミネート | [ 165 ] |
| 2020年 | The Game Awards            | Best Role Playing Game    | ノミネート | [ 165 ] |
| 2021年 | The Game Awards            | Best Mobile Game          | 受賞       | [ 166 ] |
| 2021年 | The Game Awards            | Best Ongoing Game         | ノミネート | [ 166 ] |
| 2022年 | The Game Awards            | Best Ongoing Game         | ノミネート | [ 167 ] |
| 2022年 | The Game Awards            | Best Mobile Game          | ノミネート | [ 167 ] |
| 2022年 | The Game Awards            | Player's Voice            | 受賞       | [ 167 ] |

### 商業的評価
『原神』はリリースしてから12日間で1億ドルの収益を得て開発費を回収したと推定されている。初月の売り上げは2億4500万ドルにのぼり、モバイルゲームのローンチとしては過去最大級の売り上げとなった。配信5か月では売り上げは約8億7400万ドルとなり、2021年の年間売り上げでは18億ドルとなった。一部のキャラクターは『原神』の売上を牽引する存在になっている。中国のApple App Storeのデータによると、「ナヒーダ」が登場した際には1日でおよそ525万ドル、5日間でおよそ2263万ドルを売り上げた。

## 批判・議論
『原神』が発表されると、ユーザーインターフェースなどが『ゼルダの伝説 ブレス オブ ザ ワイルド』と類似しており、同作のコピーであるという批判が生じた。中国では抗議として自らのPlayStation 4を破壊する『ゼルダの伝説』のファンも現れた。
『原神』は課金を通じてゲーム内通貨を得て「祈願」と呼ばれるガチャを行うことで新たなキャラクターや武器を入手する。この仕組みに対しては欧米のプレイヤーを中心に、プレイヤーに対する搾取であるという批判が生じた。これに対しては、アジアではガチャを用いたビジネスモデルは広く許容されている一方で、欧米のプレイヤーの間ではこのビジネスモデルが浸透しておらず、アジアと欧米の間でガチャに対しての価値観の違いがあると指摘されている。

### キャラクター
実在の先住民族の資料が敵キャラクターであるヒルチャールの制作に利用されている可能性が生じ、『原神』のボイコットを呼びかける動きが英語圏のユーザーの間で広まった。また、この動きに派生して、肌が黒く描かれている「辛炎」や「ガイア」といったキャラクターについても、「辛炎」が気が強いため他のキャラクターから怖がられている点や、「ガイア」の英語版の紹介文が「exotic apperance」とされている点が人種差別を助長しているという批判が上がった。
ユーザーからはキャラクターの性能に対しての批判も生じている。「鍾離」が登場した際には性能が低いとユーザーから批判の対象となり、その後、このキャラクターは大幅な強化を受けた。2022年2月に「八重神子」が登場すると、翌月には性能が修正された。これが弱体化であるという批判が生じ、その翌月には再び元の状態に戻された。この背景にはユーザーが「鍾離」の強化で成功体験を得ていたことが挙げられた一方で、HoYoverseの情報提示の方法や態度にも問題があることが指摘された。2023年に「ディシア」が登場すると、性能が極端に低いと一部のユーザーから批判が生じた。

#### 中国国内での規制
2021年9月、同月に北京で行われた中国政府主導のイベントである北京国際ゲームイノベーション会議の内部文書とされる「ゲーム出版コンテンツレビューの要点と分析」が流出した。文書では不適切なコンテンツとして「女性的に見える男性」が挙げられ、代表例として「ウェンティ」が挙げられるとともに『原神』に登場する男性キャラクターの多くが女性的に描かれているとされた。
2022年1月には女性キャラクター「アンバー」「ジン」「モナ」「ロサリア」の4人について、肌の露出を抑えたコスチュームが発表された。日本語版や英語版向けの発表では従来のコスチュームもそのまま使用できるとされた一方で、中国語版向けの発表では強制的にコスチュームが変更されると示唆された。この背景には2021年9月に発表された中国国内の自主規制ガイドラインがあると考えられている。

### セキュリティ上の懸念
『原神』がリリースされた2020年9月28日当日には同作のアンチチートプログラムであるmhyprot2がゲーム終了後やアンインストール後にも動作していること、利用規約に「個人情報の完全なる保護を約束することはできません」という文章があったことに対し、スパイウェアではないかという疑惑が広まった。また、iOS版においてクリップボードの情報を自動的に読み取る挙動が見られ、クリップボードの情報を不正に取得しているという疑惑も広まった。これらはいずれも発覚の直後に修正・調査報告の発表が行われた。
2022年8月24日にトレンドマイクロは「mhyprot2」がサイバー攻撃に利用されていると発表している。これを受けマイクロソフトの脆弱性のあるドライバー一覧に「mhyprot」および類似ファイルを登録している。

### コラボレーションでの騒動
2021年3月には中国において『原神』とKFCのコラボレーションが行われた。コラボレーションでは限定のグッズが設けられ、これを求めてファンがKFCに長蛇の列を作った。これに対してCovid-19対策の基準が守られていないという批判が集まり、コラボレーションは中止された。2022年には日本においてスイーツパラダイスとのコラボレーションが行われた。この際にはグッズを目当てに大量に注文し、料理には手を付けずにグッズだけ持って帰る客がいたことに対して批判が集まった。同時に、メニューを注文するごとにランダムでグッズを配布するというコラボレーションの仕組みに対しても、食べ残しを生みやすい仕組みになっていることが指摘された。

## 七聖召喚
七聖召喚とは、原神のゲーム内にVer.3.3にて実装され、その後常設コンテンツとなり、毎バージョン更新がされているカードゲームである。解放条件は、冒険ランク32以上かつ魔神任務 序章 第三幕「龍と自由の歌」をクリアしていること。カードは、キャラカード、装備カード、支援カード、イベントカードの4種類に分類され、それぞれのカードの効果や元素反応を駆使して戦う。マルチプレイ中のプレイヤーと対戦でき、原神では唯一となるランダムマッチングの対人対戦も実装されている。また、HoYoverseが認可し、Genshin Impact Tavernコミュニティが主催する大会「アストラカーニバル：リトルプリンス杯」などの公認大会も存在している。「アストラカーニバル：リトルプリンス杯」において、決勝戦はオフラインで開かれるほか、大会賞金も用意されている。

## 関連メディア

### 漫画
リリースに先駆けた2018年12月から2020年にかけては『原神セレベンツ』が配信された。本作はゲーム本編の前日譚となっており、プレイヤーが最初に訪れる国であるモンドを舞台に、最初にプレイアブル化するキャラクターであるアンバーを主人公として、ガイアやウェンティといった初期に登場するキャラクターの背景などが描かれる。本作は全16話であり、13話までは英語を含め様々な言語に翻訳されて配信されているが、最後の3話は日本語、韓国語、簡体中国語でのみ配信されている。

### アニメ
2022年9月に日本のアニメスタジオであるufotableとの長期コラボレーションプロジェクトの始動が発表され、コンセプトビデオが公開された。2022年10月にはデンマークのアニメーションスタジオであるSun Creature Studioが制作したアニメトレーラーが公開された。

### ラジオ
2021年11月から音泉と『原神』日本語版のYouTubeチャンネルにおいてWebラジオ『テイワット放送局』が配信されている。パーソナリティは空役の堀江瞬、パイモン役の古賀葵、鍾離役の前野智昭が入れ替わりで担当している。2023年6月からはウェンティ役の村瀬歩もパーソナリティを担当するようになった。